# Jagdhaftpflichtversicherung
Wer in Deutschland oder Österreich einen Jagdschein lösen will oder dessen Verlängerung bei der zuständigen Jagdbehörde beantragt, muss den Nachweis über den Abschluss einer Jagdhaftpflichtversicherung erbringen. Die Versicherungszusage muss mindestens der Laufzeit des beantragten Zeitraumes (bis zu drei Jahren) für den Jagdschein entsprechen. Auch ehemalige Jäger müssen den Nachweis über den Abschluss einer Jagdhaftpflichtversicherung erbringen, um ihre Jagdwaffen behalten zu dürfen.
Gesetzlich vorgeschrieben sind in Deutschland folgende Versicherungssummen:
- 500.000 Euro für Personenschäden
- 50.000 Euro für Sachschäden[1]

Empfehlenswert sind jedoch für Personen- und Sachschäden pauschal mindestens 5.000.000 Euro zu vereinbaren, da auch ein Jäger nach BGB § 823 unbegrenzt für die von ihm verursachten Schäden haftet.
Die Jagdhaftpflichtversicherung, die meist auch die Tierhalterhaftpflichtversicherung für zwei Jagdhunde, zwei Frettchen und zwei Beizvögel umfasst, tritt für die Schäden in bestimmten Grenzen und Fällen ein, die der Jagdscheininhaber in Ausübung der Jagd schuldhaft Dritten zufügt.
In Ungarn ist nach dem nationalen Jagdgesetz § 60(1)c eine Jagdhaftpflichtversicherung (vadászati felelősségbiztosítással) vorgeschrieben.